# Deriva de rellotge
La deriva de rellotge es refereix a diversos fenòmens relacionats a causa dels quals un rellotge no va exactament a la mateixa velocitat que un altre, el que significa, que després de cert temps l'hora indicada pel rellotge s'anirà separant (a això es refereix la deriva) de la indicada per l'altre.
Aquest fenomen és aprofitat pels ordinadors per construir generadors de nombres aleatoris i també pot ser utilitzat per atacs de temps en criptografia.

## Deriva de rellotge en rellotges comuns
Els rellotges ordinaris com els de paret o de polsera generalment s'allunyen del temps real, per la qual cosa cal ajustar cada cert temps.
La divergència entre un rellotge i el temps real es deu a:
- La qualitat del rellotge
- La potència que s'obté de la bateria
- La temperatura i altres factors ambientals

Un mateix rellotge pot tenir diferents derives d'acord amb les circumstàncies.
Els rellotges mecànics són molt més imprecisos que els de quars i generalment estan dissenyats per avançar-se en lloc d'endarrerir, fent fàcil l'ajustament amb el botó que atura el mecanisme.
Els rellotges més avançats i alguns rellotges mecànics antics tenen algun mecanisme amb el qual l'usuari pot ajustar la velocitat del rellotge i així reduir la deriva. Per exemple, en els rellotges de pèndol és possible fer ajustaments en la longitud del pèndol per a controlar la deriva de rellotge.

## Rellotges atòmics, Terra i relativitat
Els rellotges atòmics són molt precisos i gairebé no pateixen els efectes d'aquest fenomen. La rotació de la Terra és molt més imprecisa que la majoria dels rellotges atòmics moderns. Per mantenir la sincronització entre el temps universal coordinat (UTC) i la rotació de la Terra és necessari afegir un segon intercalar alguns anys.
Els efectes relativistes també afecten la deriva de rellotge a causa de la dilatació del temps. Això és degut al fet que no existeix un temps universal, ja que és relatiu a l'observador. La relativitat especial descriu com dos rellotges en diferents sistemes de referència inercial tindrien una marxa més lenta vistos des de l'altre sistema de referència inercial.
Addicionalment, la relativitat general produeix dilatació gravitacional del temps, és a dir, un rellotge en un camp gravitatori major semblarà marxar més lentament. És important remarcar que és el temps mateix l'afectat i no el funcionament del rellotge. Ambdós efectes han estat comprovats experimentalment.
La dilatació del temps és important, per exemple, els rellotges en els satèl·lits GPS es veuen afectats a causa de la gravetat reduïda en què es troben (aconseguint que els rellotges a bord semblin anar més ràpid que els terrestres) i han d'utilitzar càlculs de correcció relativista quan transmeten dades als usuaris, si no els realitzessin, les ubicacions tindrien una falla d'aproximadament 1 km.

## Generadors de nombres aleatoris
Els programes d'ordinador ocupen regularment nombres aleatoris, especialment per criptografia. Hi ha diversos mètodes en els quals la deriva de rellotge pot ser utilitzada per construir generadors de nombres aleatoris (GNA).
Es pot construir un GNA en maquinari utilitzant dos oscil·ladors de vidre independents que tinguin diferent freqüència, 100 oscil·lacions per segon i 1 milió, per exemple. El més ràpid dels dos oscil·larà 10,000 vegades per cada oscil·lació del més lent, però, hi haurà una variació deguda a la deriva de rellotge que es pot usar per produir bits aleatoris. Una manera senzilla seria escollir un 0 quan l'excedent és parell i un 1 per un excedent non.
Aquest GNA produiria al voltant de 100 bits aleatoris per segon. Un sistema com aquest generalment està esbiaixat, és a dir, pot produir més 0s que 1s o viceversa, de manera que és necessari "blanquejar" alguns d'aquests bits aparentment aleatoris per produir bits sense biaix.
També es pot construir un GNA en programari, per al que es compara el rellotge del sistema operatiu (entre 100-1000 passos per segon) i la velocitat del CPU. Si el temps de sistema i el CPU s'utilitzen dos oscil·ladors de vidre independents la situació serà molt similar a l'exemple anterior, en canvi, quan utilitzen el mateix oscil·lador de vidre el procés/programa que realitza les mesures de la deriva de rellotge és "pertorbat" per esdeveniments imprevisibles al CPU com interrupcions i altres processos i programes que s'executen al mateix temps, tot i així el resultat serà bastant bo. Poden ser considerats nombres pseudoaleatoris però de qualsevol manera satisfan la majoria de les necessitats en aplicacions pràctiques.
La majoria dels GNA en maquinari són més lents que la seva contrapart en programari, de manera que és usual utilitzar només per crear una bona llavor per a un generador de nombres pseudoaleatoris (GNPA) o un generador de nombres pseudoaleatoris criptogràficament segur (GNPACS).

## Atacs temporals
Durant el 2006, va ser publicat un atac de canal auxiliar que explotava el biaix de rellotge gràcies a l'escalfament de la CPU. L'atacant causava una gran càrrega de la CPU en un servidor pseudònim amb el que causava l'escalfament de la CPU. La calor de la CPU afecta el biaix de rellotge i és possible quantificar-en observar les  timestamps  (amb la identitat real del servidor).